# Carlo Calà
Carlo Calà (Castrovillari, 1617 – Napoli, 22 dicembre 1683) è stato un nobile, giurista e magistrato italiano, duca di Diano e marchese di Ramonte e Villanova.

## Biografia
Non è nota con certezza la sua data di nascita; è nota tuttavia quella di battesimo (27 novembre 1617 a Castrovillari), da cui si ricava l'anno di nascita: 1617 e non 1618, come riportato da altri. Apparteneva ad una famiglia della piccola nobiltà di toga cosentina (il padre Giovanni Maria Calà aveva sposato Isabella Merlino, sorella del reggente regio di Cosenza Francesco Merlino, il quale aiutò il cognato ad ottenere la nomina ad "avvocato fiscale" di Cosenza e nel 1650 lo lasciò erede di vari titoli nobiliari e di un grande patrimonio). Carlo Calà studiò all'Università di Napoli, dove si laureò il 30 novembre 1639 e frequentò lo studio di Giovanni Andrea Di Paolo insieme a Francesco D'Andrea. Prese parte ai dibattiti dei giuristi napoletani raccolti nell'Accademia dei Rinforzati, fondata da Alessandro Turamini, prendendo posizione con tesi di stampo giurisdizionalistico e filo-spagnolo (il Regno di Napoli era un vicereame spagnolo) contro i privilegi ecclesiastici (De contrabannis clericorvm in rebus extrahi prohibitis à Regno Neapolitano. Dissertatio ivridico-politica) o contro la Francia (Risposta al manifesto del christianissimo Re di Francia, scritto sotto lo pseudonimo di "Larcando Laco"). Al successo professionale si accompagnò anche quello personale: sposò nel 1652 Giovanna Osorio, della casata del futuro viceré di Napoli Antonio Álvarez Osorio, marchese di Astorga; il 23 maggio 1652 divenne pertanto presidente della Regia Camera della Sommaria e, come commentò Francesco D'Andrea, «col danaro guadagnato coll'avvocazione, colla dote, coll'eredità del padre e della madre, divenne ricchissimo, sostentando il posto con gravità più di qualunque ministro». Sotto Antonio Álvarez Osorio, insieme a Felice Ulloa, Carlo Calà fu per circa un decennio al centro del principale gruppo di potere per tutti gli affari dello Stato. Sono noti inoltre suoi illeciti guadagni con l'annona.
Il successo non bastò tuttavia a compensare il cruccio di non essere sufficientemente "nobile". Nel 1654 comprò il feudo di Diano con l'annesso titolo di duca per la somma di 50 000 ducati; in seguito acquistò anche i titoli di marchese di Ramonte, Villanova, ecc. Il desiderio di nobilitarsi lo fece incorrere in una grottesca disavventura. Il letterato dell'Accademia Cosentina Ferdinando Stocchi gli procurò i documenti relativi ad una sua presunta discendenza da una fantomatica famiglia Kalà, imparentata nel XII secolo con le famiglie reali di Borgogna e di Inghilterra. In particolare, due fratelli Kalà, Giovanni e Arrigo, avrebbero seguito l'imperatore Enrico VI di Svevia in Calabria, dove si sarebbero ricoperti di gloria e di titoli nobiliari "di spada"; uno dei due, Giovanni Kalà, valoroso condottiero di statura gigantesca, avrebbe incontrato Gioacchino da Fiore, abate presso l'Abbazia di Corazzo, si sarebbe ritirato in convento ed avrebbe condotto il resto della sua vita in santità. Nel 1654 furono addirittura rinvenute le ossa umane di Giovanni Calà (si scoprirà più tardi che appartenevano invece ad un asino); Carlo Calà le fece trasportare nella chiesa dei Minimi di Castrovillari, in una cappella dedicata al beato Giovanni Calà. Grazie alla documentazione dello Stocchi, nel 1660 Carlo Calà scrisse a Napoli una "Storia degli Svevi" (Historia de' Svevi nel conqvisto de' Regni di Napoli, e di Sicilia, per l'Imperatore Enrico Sesto) in due volumi, il secondo dei quali dedicato alla vita del beato Giovanni Calà, tradotti più tardi in latino (De gestis Svevorvm in vtraqve Sicilia). L'iter della canonizzazione, avviato da Carlo Calà, fu interrotto dalle rivelazioni di Angelo Matera, un gentiluomo cosentino, il quale in punto di morte confessò l'impostura dello Stocchi, alla quale anch'egli aveva preso parte. La colpa venne addossata interamente allo Stocchi, morto peraltro nel 1661; ma Innocenzo Fuidoro sostenne che lo stesso Carlo Calà aveva «fatto scrivere molte notizie di mano longobarda ed in carta affumicata da un certo farinello ingegnoso [...] per servirsene a distendere la sua Historia». Il 27 giugno 1680 la "Storia degli Svevi" di Carlo Calà venne posta all'indice da papa Benedetto XIV.
Carlo Calà non ebbe discendenti. La sua eredità di ben 500 000 ducati passò al fratello minore Girolamo, il quale, anch'egli senza discendenti, lasciò erede, con lunghi strascichi giudiziari, Adriano Ulloa, che assunse il doppio cognome Calà-Ulloa.

## Opere
- De contrabannis clericorvm in rebus extrahi prohibitis à Regno Neapolitano. Dissertatio ivridico-politica, Napoli, 1646;
- Risposta al manifesto del christianissimo Re di Francia, Parigi, 1648, pubblicato sotto lo pseudonimo di "Larcando Laco";
- De filiis matrimonivm contrahentibus absq; consensu parentum, hæreditate, legitima, et dote non priuandis. Examen dubiorum legalium, et resolutio, Napoli, 1650;
- De primipilo, et primipilari administratione, tribuente Fisco priuilegium svper bonis dotalibus vxoris, et proprijs filiorum. Historico-iuridica consultatio, 1655;
- Historia de' Svevi nel conqvisto de' Regni di Napoli, e di Sicilia, per l'Imperatore Enrico Sesto, Napoli, 1660;
- Memorie historiche dell'apparitione delle croci prodigiose, Napoli, 1661;
- De gestis Svevorvm in vtraqve Sicilia, Napoli, 1665 (2 volumi);
- Elogii, inscrittioni, et imprese, Napoli, 1665;
- Tractatus absolutissimus de feriis, solennibus, repentinis, et indictis. Et qui actus iuridici valeant tempore feriarum explicari. Quibus feriis renunciari. Et in quibus causis feriarum exceptio possit opponi, Napoli, 1675;
- Pragmaticæ edicta decreta interdicta regiæqve sanctiones Regni Neapolitani, Napoli, 1682 (6 volumi).